# Agaricus bohusii
Agaricus bohusii är en svampart som beskrevs av Bon 1983. Agaricus bohusii ingår i släktet champinjoner och familjen Agaricaceae.  Artens status i Sverige är: Ej påträffad. Inga underarter finns listade i Catalogue of Life.